# سعادت‌آباد (اصفهان)
سعادت‌آباد (جرقویه)، روستایی از توابع بخش مرکزی  شهرستان جرقویه در استان اصفهان ایران است.

## جمعیت
این روستا در دهستان جرقویه وسطی قرار دارد و براساس سرشماری مرکز آمار ایران در سال ۱۳۸۵، جمعیت آن ۴۷۸ نفر (۱۲۸خانوار) بوده‌است.